# Rhyothemis resplendens
Rhyothemis resplendens är en trollsländeart som beskrevs av Selys 1878. Rhyothemis resplendens ingår i släktet Rhyothemis och familjen segeltrollsländor. Inga underarter finns listade i Catalogue of Life.

## Bildgalleri

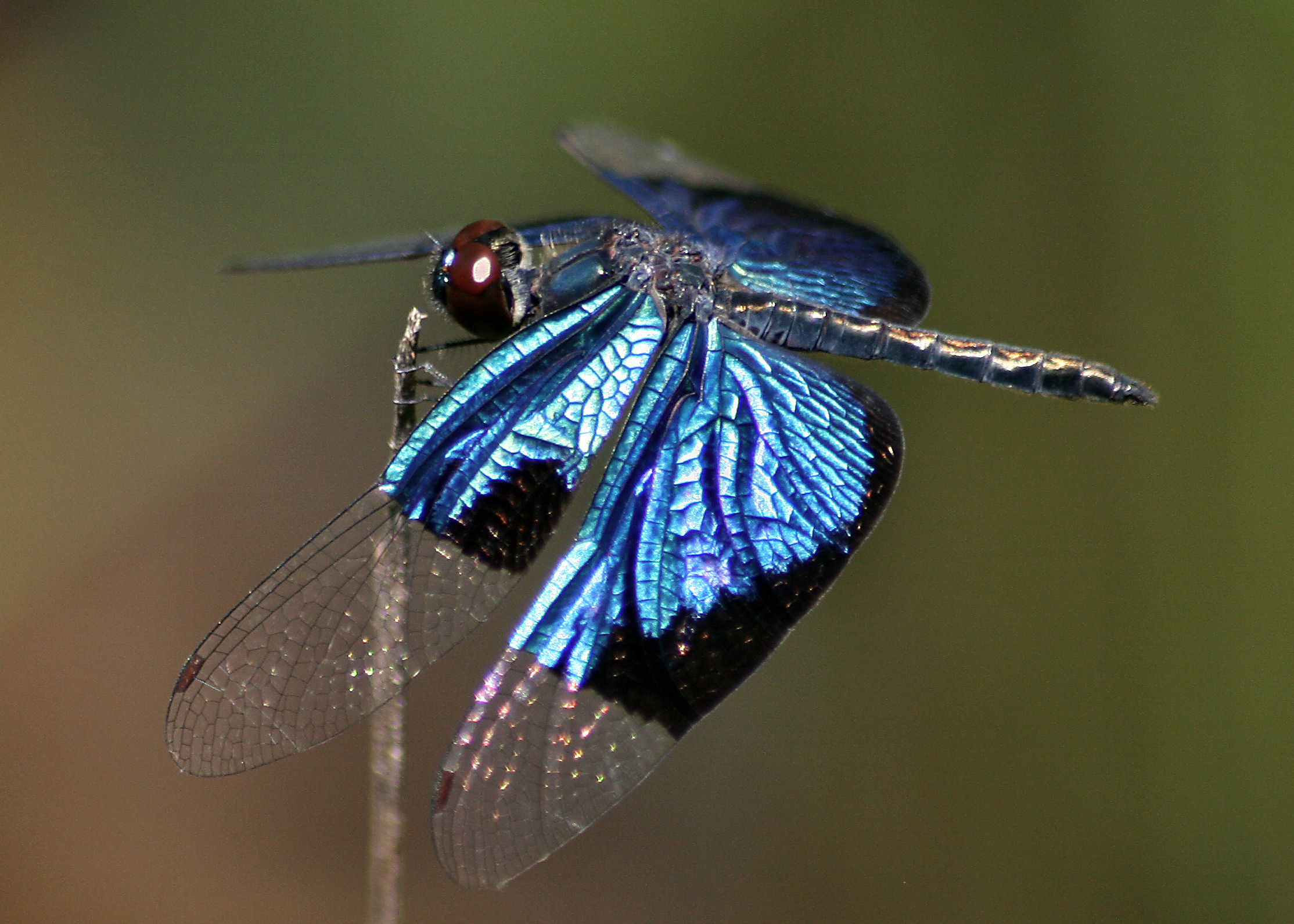